# 무효등확인소송
무효등확인소송(無效等確認訴訟)은 행정청의 처분등의 효력 유무 또는 존재여부를 확인하는 행정소송이다.

## 종류
- 처분등의 유효확인소송
- 처분등의 무효확인소송(재결무효등확인소송)
- 처분등의 존재확인소송
- 처분등의 부존재확인소송
- (학설) 처분등의 실효확인소송

## 성질
주관적 소송으로 처분등의 효력유무 또는 존재여부를 확인하는 확인의 소이며, 이 소송의 판결은 확인판결에 해당한다.

## 소송요건(본안판단의 전제조건)
- 처분등이 존재하고
- 관할법원에
- 원고가 피고를 상대로
- 소장을 제출하여야 하고
- 원고는 처분등의 무효등의 확인을 구할 이익이 있어야 하며
- 아물러 당사자 사이의 소송대상에 대하여 기판력 있는 판결이 없어야 하고 또한 중복제소도 아니어야 한다.

## 판례
- 행정청의 처분에 대한 부존재확인을 구하기 위하여는 행정청에 의하여 마치 그와 같은 처분이 존재하는 듯한 외관이 작출되는 등으로 그 이해당사자에게 어떤 법적 불안이 발생하여 이를 제거하여야 할 필요가 있어야 하는 것이다[1]
- 행정소송은 행정청의 위법한 처분 등을 취소·변경하거나 그 효력 유무 또는 존재 여부를 확인함으로써 국민의 권리 또는 이익의 침해를 구제하고 공법상의 권리관계 또는 법 적용에 관한 다툼을 적정하게 해결함을 목적으로 하므로, 대등한 주체 사이의 사법상 생활관계에 관한 분쟁을 심판대상으로 하는 민사소송과는 목적, 취지 및 기능 등을 달리한다. 또한 행정소송법 제4조에서는 무효확인소송을 항고소송의 일종으로 규정하고 있고, 행정소송법 제38조 제1항에서는 처분 등을 취소하는 확정판결의 기속력 및 행정청의 재처분 의무에 관한 행정소송법 제30조를 무효확인소송에도 준용하고 있으므로 무효확인판결 자체만으로도 실효성을 확보할 수 있다. 그리고 무효확인소송의 보충성을 규정하고 있는 외국의 일부 입법례와는 달리 우리나라 행정소송법에는 명문의 규정이 없어 이로 인한 명시적 제한이 존재하지 않는다. 이와 같은 사정을 비롯하여 행정에 대한 사법통제, 권익구제의 확대와 같은 행정소송의 기능 등을 종합하여 보면, 행정처분의 근거 법률에 의하여 보호되는 직접적이고 구체적인 이익이 있는 경우에는 행정소송법 제35조에 규정된 ‘무효확인을 구할 법률상 이익’이 있다고 보아야 하고, 이와 별도로 무효확인소송의 보충성이 요구되는 것은 아니므로 행정처분의 무효를 전제로 한 이행소송 등과 같은 직접적인 구제수단이 있는지 여부를 따질 필요가 없다고 해석함이 상당하다.[2]

## 참고 문헌
- 김철용, 행정법, 고시계사,  2015. ISBN 9788958225102

## 같이 보기
- 부작위위법확인소송